# Guanyinaphodius kishimotoi
Guanyinaphodius kishimotoi är en skalbaggsart som beskrevs av Masumoto och Kiuchi 2001. Guanyinaphodius kishimotoi ingår i släktet Guanyinaphodius och familjen Aphodiidae. Inga underarter finns listade i Catalogue of Life.